# Bernardo de Septimania

Territorios de Bernardo de Septimania (835-844).

Bernardo de Septimania (795 u 804- Tolosa 844) fue hijo de Guillermo I de Tolosa, y gobernó del 826 al 832 como conde de Barcelona y por segunda vez del 835 al 844 como conde de Tolosa y Conde de Barcelona. Fue el sucesor del franco Rampón y era la cabeza visible del partido de la guerra contra los musulmanes, y pro-franco (es decir, opuesto a los intereses de la nobleza local goda).

## Primer periodo como conde de Barcelona

Territorios de Bernardo de Septimania (826-832).

Tras su designación, un magnate llamado Aysun, quizás un godo lugarteniente del ex conde Bera, o quizás un árabe (Aysun) hijo de Sulayman ben al-Arabí, que residía confinado en Aquisgrán desde una fecha indeterminada, escapó de su cautiverio llegando a la Marca Hispánica, a la región de Vich, donde las guarniciones de los castillos de la zona, que debían ser favorables a Bera, se le unieron en una rebelión contra el nuevo conde. Sólo el castillo de Roda de Ter, en el condado de Osona, se resistió y fue destruido por los sublevados. Muchos nobles godos se unen a Aysun y entre ellos Guillemundo o Guillemundus, hijo de Bera, que era aun conde de Rasez y Conflent. Incluso se reclutaron musulmanes partidarios de la paz con los francos. Desde la zona central que ocupaba, Aysun sometió a castigo al condado de la Cerdaña y a la región del Vallés. El joven conde Bernardo, que no tenía aun los treinta años, pidió y recibió alguna ayuda del Emperador, así como también de algunos nobles locales godos o hispani (826). Por ello Aysun se vio obligado a solicitar ayuda de la única potencia que podía hacer frente a los francos, el emir de Córdoba, y envió una embajada presidida por su hermano, solicitando ayuda a Abderramán II. Este envió al general Ubayd Allah conocido también como Abu Marwan, que llegó a Zaragoza en mayo del 827. De allí pasó a territorio del condado de Barcelona, alcanzando Barcelona ciudad en verano, la cual fue sitiada sin éxito, saqueando sus alrededores. Pasaron entonces a Gerona que tampoco pudieron ocupar (10 de octubre de 827). Ludovico Pío mientras, enterado de la incursión musulmana, ordenó a su hijo Pipino de Aquitania, y a los condes Hugo de Tours y Matfredo de Orleans, el reclutamiento de un ejército, pero el reclutamiento fue lento y cuando estuvo formado ya Abu Merwan estaba regresando a sus dominios. Los rebeldes abandonaron el país con ellos (827). Probablemente Aysun se refugió en Córdoba, donde más tarde, sospechoso de conspiración, fue asesinado por orden del emir. También Guillemundo debió acabar sus días en Córdoba.
La victoria incrementó el prestigio de Bernardo. Aunque el condado de Osona, dependiente de Barcelona, quedó despoblado por medio siglo, su ruina se atribuyó a Hugo de Tours y Matfredo de Orleans por su tardanza en acudir. Ambos condes fueron desposeídos de sus condados en la Asamble de Aquisgrán de 828, y Orleans fue concedido a Eudes, pariente de Bernardo (conde de Orleans, Nevers y Autun de 828 a 834 en que murió combatiendo a las fuerzas de Lotario I). Gaucelmo recibió los feudos de Conflent y Rasez. Como el conde Leibulf de Narbona  había fallecido en la primavera de 828, sus extensos dominios fueron atribuidos a Bernardo: Narbona, Béziers, Agde, Melguelh, Nimes y probablemente Uzès. Por ello se le conoció como Bernardo duque de Septimania (o simplemente Bernardo de Septimania). En la Asamblea de Ingelheim de junio de 828 se consideró efectuar una incursión de represalia a territorio cordobés, pero aunque un ejército se reunió en Thionville no llegó a entrar en los dominios de Bernardo al desaparecer la amenaza musulmana, cuyos líderes parecían haber renunciado a un nuevo ataque.
En agosto de 829 el Emperador envió a su hijo Lotario a Italia, con el título de rey. Para sustituirle en la corte llamó a Bernardo de Septimania, con el título de camerarius, teniendo la custodia del niño Carlos (luego Carlos el Calvo). Bernardo confió el gobierno de sus condados a su medio hermano Gaucelmo, que por ello también fue llamado "marqués". A los pocos meses de estar en la corte Bernardo se había creado muchos enemigos que hicieron correr el rumor de una relación ilícita con la emperatriz, Judit de Baviera, lo que provocó un motín en el ejército reunido en Rennes para combatir a los bretones en abril de 830. Amenazado seriamente, pues los tres hijos mayores de Ludovico Pío apoyaban la corriente contra Bernardo, este abandonó la corte y volvió a sus dominios de Septimania y Gotia. Un hermano de Bernardo que se quedó en la corte, Heriberto, fue desterrado. Por un tiempo Lotario triunfó sobre su padre Ludovico, pero este recobró el poder en la Asamblea de Nimega de octubre de 830,  y en la Asamblea de Aquisgrán de febrero de 831 se procedió a un reparto del Imperio en el que la Gotia fue asignada a Carlos el Calvo, aunque el reparto no sería efectivo hasta la muerte de Ludovico. Bernardo intentó vincularse de nuevo a Judit y Carlos el Calvo, pero estos, después de lo acontecido, evitaron relacionarse con el marqués. En la Asamblea de Thionville de octubre de 831 Bernardo pudo hablar personalmente con el Emperador, pero no le sirvió para recuperar su anterior posición en la corte. Por ello Bernardo optó por cambiar de bando.

## Conde de Tolosa y Barcelona
En noviembre de 831 Pipino I de Aquitania se rebeló contra su padre. Su consejero Berenguer, conde de Tolosa  desde 814 y consejero de Pipino desde 816, le aconsejó no rebelarse pero Bernardo de Septimania le instigó a la rebelión. A principios de 832 Ludovico Pío inicia la campaña contra su rebelde hijo. Berenguer, leal al Emperador penetró en los dominios de Bernardo apoderándose de alguno de ellos, con seguridad de Rosellón (con Vallespir), probablemente también de Rasez y Conflent. El 2 de febrero de 832 Berenguer ya está en Elna. Finalmente en otoño del mismo año, sucesivas victorias de las fuerzas imperiales, obligan a Pipino y Bernardo a comparecer ante el Emperador (octubre). Pipino fue desposeído de su reino y enviado preso a Tréveris, siendo concedidos sus territorios a Carlos (el Calvo). Bernardo fue acusado de infidelidad y destituido de todas sus posesiones en Septimania y Gotia que fueron entregadas a Berenguer de Tolosa. Probablemente Gaucelmo fue desposeído también de sus condados, pero por un tiempo conservó el condado de Ampurias no acatando su destitución. Finalmente en el año 833, por la mediación del abad Angenís de Fontanelle, renunció y partió hacia propiedades de la familia en Borgoña, junto a su fiel lugarteniente Sanila.  Gaucelmo y Sanila morirán ejecutados por haber defendido Chalon-sur-Saône contra el ataque de Lotario en 834 (incluso fue asesinada una monja, hermana de Gaucelmo y de Bernardo de Septimania, llamada Gerberga). En esta última guerra, donde Lotario fue derrotado, Bernardo y Gaucelmo lucharon al lado de Pipino de Aquitania, uno de los que finalmente salió  victorioso. Bernardo de Septimania, alegando el alto precio de sangre pagado en la lucha, reclamó la devolución de sus dominios. Berenguer los ostentaba legítimamente y su bando también había salido vencedor de la lucha aunque debilitado. El Emperador dudó como actuar. En junio de 835 convocó a Bernardo y Berenguer a una Asamblea en Crémieu, cerca de Lyon, donde se tomaría una decisión, pero en el viaje Berenguer murió súbitamente. Ya sin obstáculo el Emperador atribuyó los condados de Septimania, Gothia y Tolosa a Bernardo. Solo Ampurias y Rosellón, que habían sido ya atribuidos a los condes Suñer y Alarico, y Urgel y Cerdaña que se habían separado de Tolosa por usurpación de Aznar I Galíndez y que al ser expulsado habían sido atribuidos a Sunifredo hermano del conde Oliba de Carcasona, faltaban a Bernardo para completar el gran lote territorial que había administrado Berenguer.
Bernardo volvió a actuar despóticamente sin tener en cuenta especialmente los deseos de la población de origen godo que antes había apoyado a Bera y luego a Berenguer. Decenas de quejas se presentaron en su contra en la Asamblea de Quierzy-sur-Oise de septiembre de 838. Desde 841 estuvo a menudo ausente participando en las luchas del Imperio y los condados fueron administrados por los respectivos vizcondes. En la batalla de Fontenoy-en-Puisaye (25 de junio de 841) Carlos el Calvo y Luis el Germánico vencieron a su hermano Lotario que, sin embargo, pudo replegarse al Sur con su ejército. Bernardo permaneció en los alrededores del campo de batalla, esperando su resultado, y al acabar, envió a Guillermo (hijo de su matrimonio con la dama Dhuoda) a ofrecer homenaje a Carlos el Calvo, y a prometerle que su padre conseguiría la sumisión de Pipino II de Aquitania (cosa que no tenía intención de realizar). Durante la campaña de Carlos el Calvo en Aquitania del año 842, decidió castigar a Bernardo desposeyéndole del condado de Tolosa que entregó al conde Acfredo (julio de 842), pero Bernardo rehusó aceptar la decisión y se rebeló abiertamente, aliado a Pipino II, expulsando a Acfredo de Tolosa (843). El conde (ducem) Guerín de Provenza, que en 842 dirigió la campaña en Aquitania, pasó a combatir en Septimania. Diversos hechos externos (la invasión normanda, la rebelión bretona) obligaron a cesar las luchas civiles, y en agosto de 843 se firmó el Tratado de Verdún que repartía el Imperio, quedando Septimania y Gotia en el lote de Carlos el Calvo, salvo el condado de Uzes, donde Bernardo poseía bienes patrimoniales, que era asignado a Lotario. Además el condado de Autun, reclamado por Guillermo, hijo de Bernardo, fue confiado a Guerín, rival de Bernardo. En 844 Carlos el Calvo volvió a Aquitania con el objetivo de someter a Pipino II y conquistar Tolosa. Parece que en un golpe de suerte Bernardo de Septimania fue capturado por las fuerzas imperiales quizás durante el ataque a Tolosa. Un historiador francés, Pierre Andoque, mantiene que Bernardo fue capturado avanzado el año 843 por el duque Guerín en Uzes, y que en 844 fue llevado ante Carlos cuando este viajó a Aquitania. Sea como fuere, en mayo de 844 Bernardo fue presentado a Carlos tras su captura, quien ordenó su ejecución, siendo decapitado. No obstante, Pipino II y Guillermo, hijo de Bernardo, infligieron una severa derrota a Carlos en Angumois el 14 de junio de 844, y así los seguidores de Bernardo no fueron totalmente eliminados.
| Predecesor: Rampón              | Conde de Barcelona y Gerona Primera vez 826-832 | Sucesor: Berenguer de Tolosa                             |
| Predecesor: Rampón              | Conde de Osona 826                              | Sucesor: Revuelta de Aysun Wilfredo el Velloso (879-897) |
| Predecesor: Berenguer de Tolosa | Condado de Tolosa 835-844                       | Sucesor: Guillermo de Septimania                         |
| Predecesor: Berenguer de Tolosa | Conde de Barcelona y Gerona Segunda vez 835-844 | Sucesor: Sunifredo I                                     |
| Predecesor: Oliba I             | Conde de Carcasona 837-844                      | Sucesor: Argila I de Carcasona                           |

## Matrimonio y descendencia
El 24 o 29 de julio de 824 se une en matrimonia a Dhuoda, hija de Sancho I López, duque de Gascuña (775-816) y de Aiola Aznárez de Aragón (hija de Aznar I Galíndez, conde de Aragón).
De este enlace nacerá el 29 de noviembre de 826 Guillermo de Septimania, que sucederá a su padre tras usurparle en el 848 los condados de Gotia y Septimania, y el 22 de marzo de 841 lo hará Bernardo, que llegará a ser conde de Auvernia, conde de Tolosa y marqués de Aquitania.
Dhuoda no podrá educar ni criar a ninguno de sus descendientes, puesto que Bernardo de Septimania la envía poco después de dar a luz a Guillermo  a Uzes, donde vivirá hasta su muerte alejada, tanto de su marido como de sus hijos. Esta frustración y tristeza la llevarán a redactar entre los años 841 y 843 Liber manualis Dhuodane quem ad filium suum transmisit Wilhelmum, conocido como Manual para mi hijo o Manual para la formación de mi hijo, como indica el nombre, se tratará de un obra donde muestra un retrato moral ideal a seguir por sus hijos.